# Mission bretonne
 (août 2025).
Si vous disposez d'ouvrages ou d'articles de référence ou si vous connaissez des sites web de qualité traitant du thème abordé ici, merci de compléter l'article en donnant les références utiles à sa vérifiabilité et en les liant à la section « Notes et références ».
La Mission Bretonne (en breton : Ti ar Vretoned, littéralement "La maison des Bretons") est une association bretonne d'obédience catholique vouée à la promotion de la culture bretonne à Paris.
Véritable centre culturel breton, ses activités comportent de nombreux ateliers sur la culture bretonne et elle gère une salle de spectacles destinée aux musiques traditionnelles.

## Caractéristiques

### Buts
L'association bretonne cherche à promouvoir de la culture bretonne à Paris.

### Siège
Son siège se trouve au 22 rue Delambre à Paris, dans le quartier du Montparnasse,.

## Histoire

### La Paroisse bretonne de Paris: «ancêtre» de la Mission Bretonne
Le projet d'installer une association d'action sociale bretonne d'essence catholique dans la capitale française date de la création en 1897 de La Paroisse bretonne de Paris sous l'impulsion de l'abbé François Cadic, originaire de la région de Pontivy.

### Les débuts de l'institution

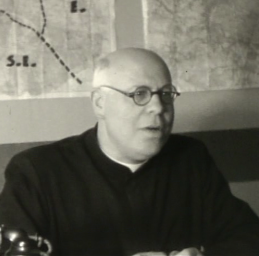
Élie Gautier.

La Mission bretonne d’Île-de-France est créé le jour en 1947 à l’initiative de l’abbé Élie Gautier, originaire de Dinan, fonde la Mission Bretonne en 1947 et l'installe rue de la Convention dans le 15e arrondissement de Paris. Dans ce projet, l'abbé Gautier, spécialiste de l'émigration bretonne, reprend l'objet porté par la défunte Paroisse bretonne de Paris, à savoir apporter un soutien moral, matériel (emploi, logement) et spirituel à une population bretonne dépaysée ayant, dans sa grande majorité, quitté un environnement rural et brittophone pour la déstabilisante et trépidante vie urbaine parisienne. L'association organise aussi des événements festifs et culturels, au théâtre ou dans des usines désaffectées.
Depuis les années 1950, l'association permet aux Bretons ayant quitté leur région d'origine d'être soutenu,,,.

### L'ère «Le Quéméner»
En octobre 1966, arrive parmi les responsables de la Mission Bretonne le père François Le Quéméner.

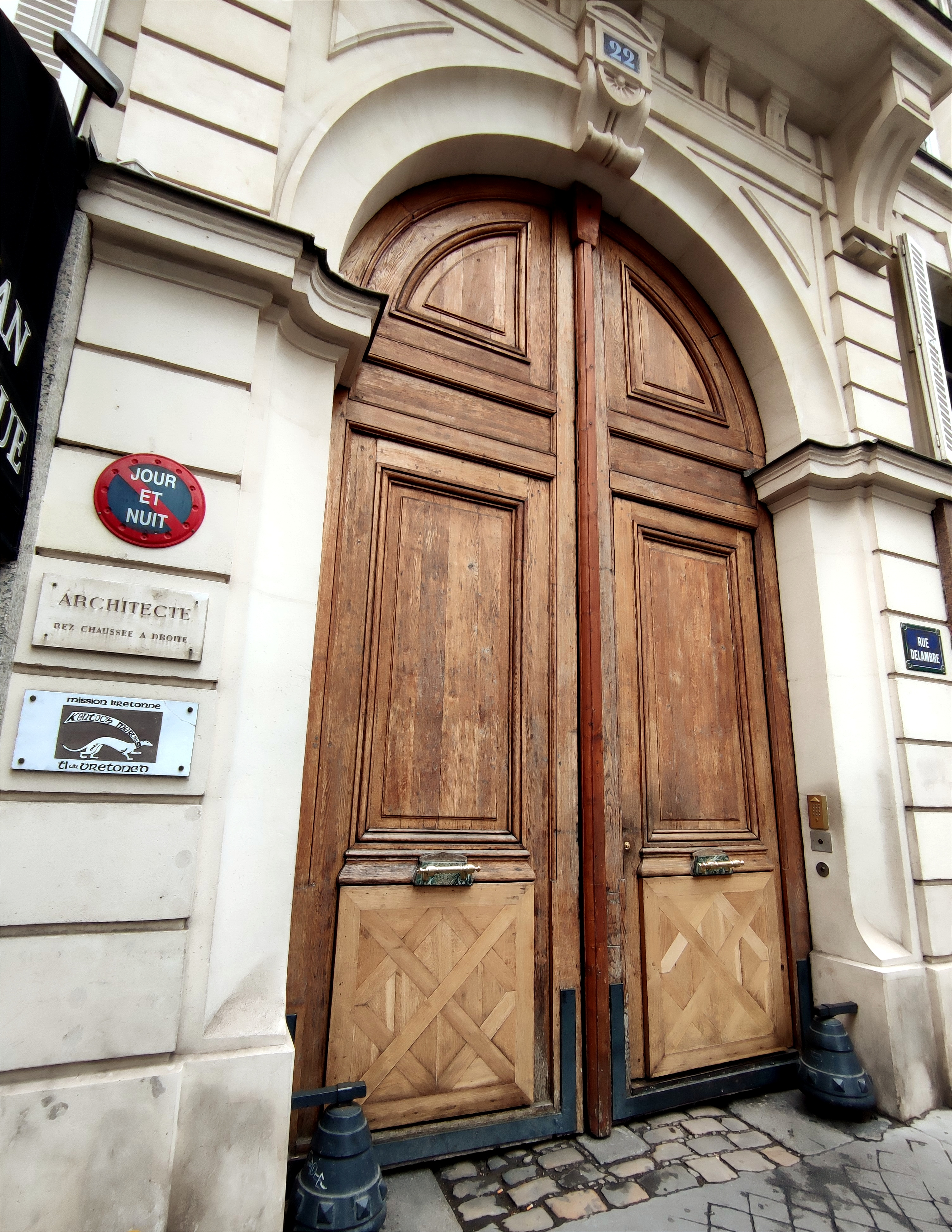
Entrée au 22 rue Delambre.

En 1970, le père Le Quémener prend la tête de la Mission Bretonne. Cinq ans plus tard, cette dernière est dans l'obligation de quitter ses locaux de la rue La Quintinie et trouve une solution de repli temporaire dans un vieux patronage rue du Cotentin, à deux pas de la gare de Paris-Montparnasse, pour une durée de deux ans, le temps d'aménager le local dans lequel l'association a encore aujourd'hui son siège, rue Delambre, local dont l'inauguration a lieu à Noël 1977. Les frais d'acquisition et d'aménagement du nouveau siège de la Mission bretonne, d'un montant total de deux millions de francs, ont été financés par une indemnité d'éviction du précédent local, des subventions accordées par le conseil régional de Bretagne et la mairie de Paris, des recettes de festoù-deiz, des dons, ainsi que par une souscription.
Dans la lignée des changements culturels ayant émergé des événements de Mai 1968, la décennie 1970 va voir évoluer l'objet de la Mission. Si les notions d'entraide et de solidarité demeurent les piliers de l'association, les activités liées à la culture bretonne y prennent une place plus prépondérante, avec notamment des cours d'apprentissage de la langue, dispensés par l'association Ti Ar Yaouankiz, de la musique, de chants, de l'histoire, entre autres. Autre changement, plus symbolique : l'ajout de la mention Ti ar Vretoned (« Maison des Bretons » en breton) au nom de l'association, afin de marquer son ouverture à toutes et tous, croyants ou non.
En 2003, après avoir présidé durant 37 années aux destinées de la Mission Bretonne, le père François Le Quémener se retire au presbytère d'Hennebont, où il est nommé vicaire. Il décédera en ce même lieu le 24 juillet 2009 à l'âge de 84 ans.

## Buts

### Enseignement de la culture bretonne
Une fois par mois, une conférence sur l'histoire de la Bretagne est proposée.

### Spectacles
L'association organise des concerts, des stages, des animations relatives à la culture bretonne. Elle est aussi reconnue comme lieu de rencontre et de divertissements,,.
Depuis les années 1970, de nombreux stages, spectacles ou conférences relatives à la culture bretonne, et à la musique traditionnelle française en général y ont été organisés,.
- La manifestation parisienne du Kan Ar Bobl a lieu tous les ans dans cette salle[22],[23],[24].
- Fest-deiz et fest-noz qu'elle décrit comme « le seul fest-noz de Paris intra-muros ».
- Le salon des écrivains bretons[25] Lire la Bretagne à Paris.
- Le pardon de la Saint-Yves, devenu la Fest-Yves et plus récemment Fête de la Bretagne qui anime désormais toute une semaine le 14e arrondissement de Paris[26].

## Organisation

### Conseil d'administration
Le conseil d'administration de l'association se compose de 12 membres. 
Présidence :
- Enora Burlot - depuis décembre 2022
- Françoise Le Goaziou - 2017 à 2022
- Eric Citharel - 2003 à 2017

### Bénévolat
Les bénévoles de la Mission Bretonne se répartissent en plusieurs groupes appelés "commissions", dont notamment : bar, bibliothèque, bricolage-décoration, cinéma, crêpes et galettes, cuisine, danse, informatique, jeux bretons, langue bretonne, mémoire, promotion des activités et communication et radio.

### Identité visuelle
La Mission Bretonne dispose d'un logotype prenant la forme d'un écu incluant plusieurs symboles bretons, notamment le Gwenn ha Du, le drapeau moderne de la Bretagne, présent dans la partie basse de l'écu. Ce dernier est surmonté de la mention Ti ar Vretoned, le nom de l'association en breton, que l'on retrouve en version française à la pointe de l'ensemble. Sa partie haute est occupée par une hermine passante cravatée affichant la mention Kentoc'h mervel, version courte de la devise historique de la Bretagne, Kentoc'h mervel eget bezañ saotret (en français : "Plutôt la mort que la souillure"). Enfin, sur la bande centrale est mentionnée l'adresse en breton du siège de l'association, 22, straed Delambre 75014 Paris (straed : "rue" en breton).